# Генгет

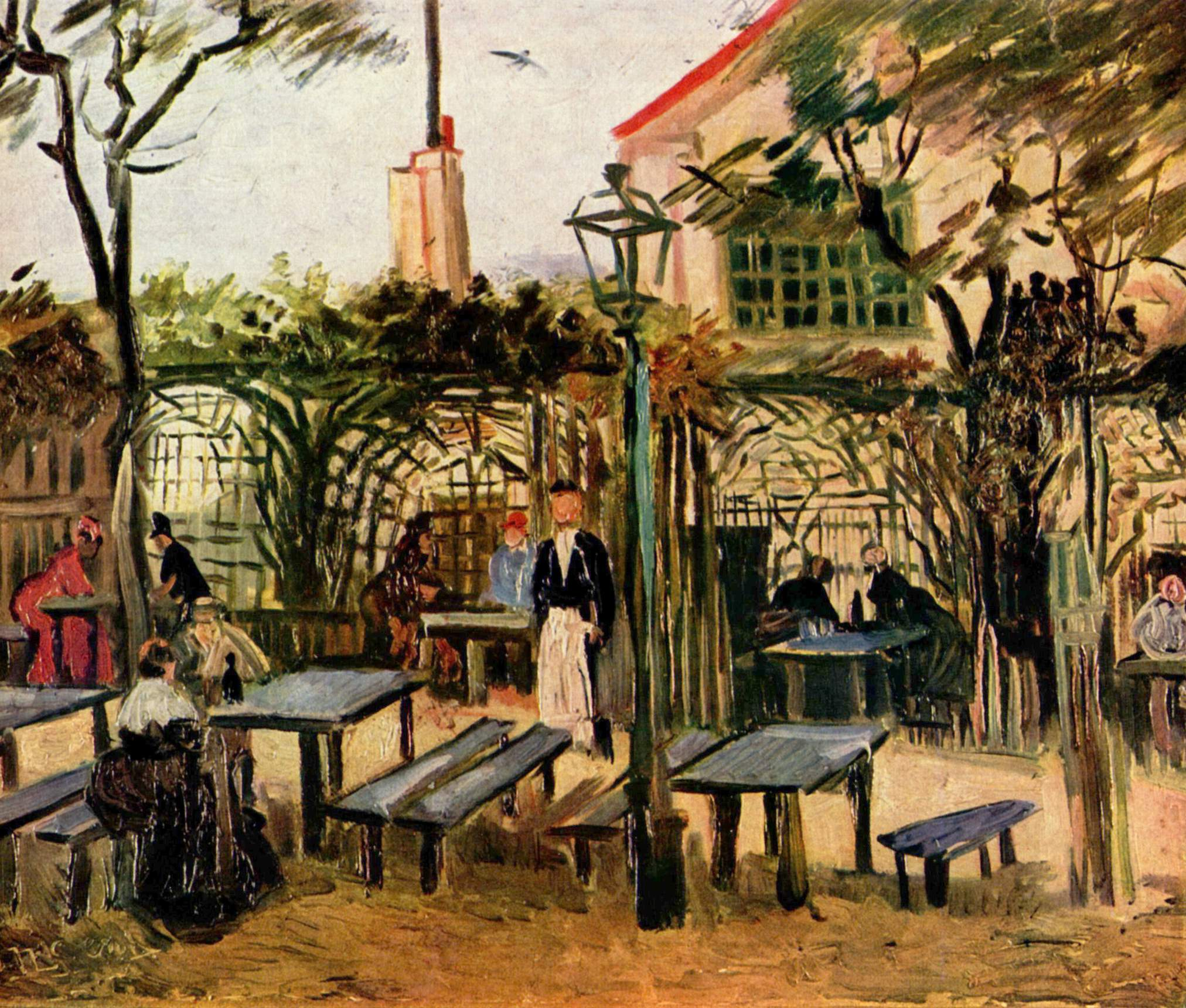
Генгет (Ван Гог, около 1886 года)

Генге́т (также гингет, от фр. guinguette) — загородный кабачок во Франции XIX и начала XX века.
В годы расцвета, пришедшиеся на «прекрасную эпоху», сотни генгет располагались на берегах рек за пределами городов (с целью уклонения от налогов), однако они практически исчезли ко времени второй мировой войны в связи с индустриализацией и застройкой берегов. В начале XXI века наметилось возрождение традиции гингет с их нехитрым меню (жареная рыба и вино) и дневными танцами.

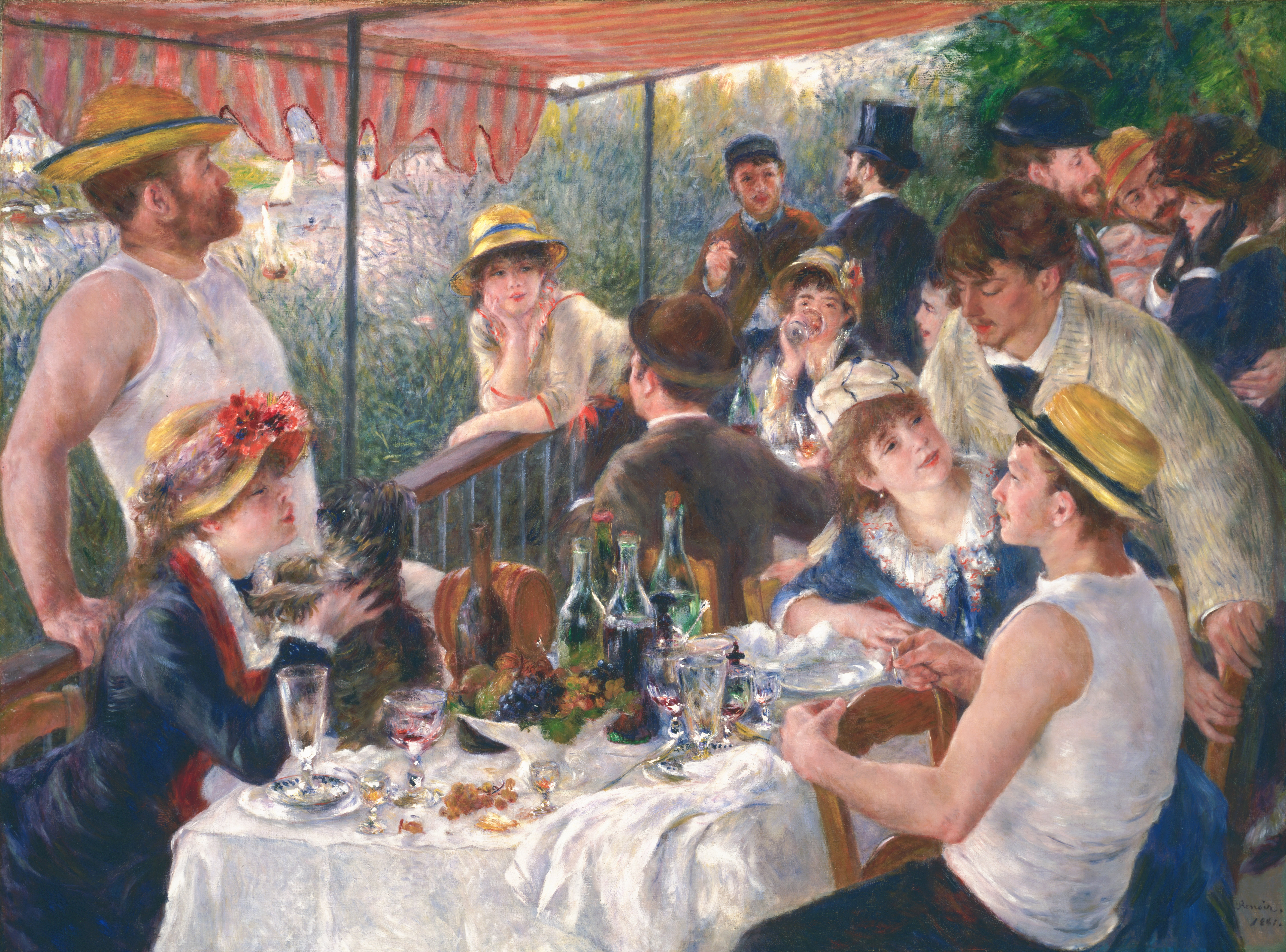
Завтрак гребцов

Французы добрую сотню лет по выходным выбирались из душного и грязного Парижа в генгеты на «поездах любви» в поисках чистого воздуха, недорогих алкоголя и еды, а также танцев под аккордеон с пышнотелыми женщинами в их лучших воскресных платьях. Огюст Ренуар изобразил атмосферу своей любимой генгеты в знаменитом «Завтраке гребцов».